# Boldekow
Boldekow ist eine Gemeinde im Landkreis Vorpommern-Greifswald. Die Gemeinde wird seit dem 1. Januar 2005 vom Amt Anklam-Land mit Sitz in der Gemeinde Spantekow verwaltet. Bis zum 31. Dezember 2004 gehörte die Gemeinde zum Amt Spantekow.

## Geografie und Verkehr
Boldekow befindet sich an der Bundesstraße 197. Anklam liegt etwa 17 Kilometer nördlich und Neubrandenburg 31 Kilometer südwestlich der Gemeinde. Die Bundesautobahn 20 ist über den Anschluss Neubrandenburg-Nord (ca. 19 km) zu erreichen. Den Süden der Gemeinde durchquert der Große Landgraben. Der Nordteil des Gemeindegebietes liegt auf einem Endmoränenzug.

### Ortsteile
| - Boldekow - Borntin - Glien - Gliener Siedlung | - Kavelpaß - Putzar - Rubenow - Zinzow | Wohnplätze und Wüstungen in der Gemeinde - Bornmühl (Wüstung) - Jägersruh (Wohnplatz) - Musenbeke (Wüstung) - Neu Putzar (Wohnplatz) |

## Geschichte

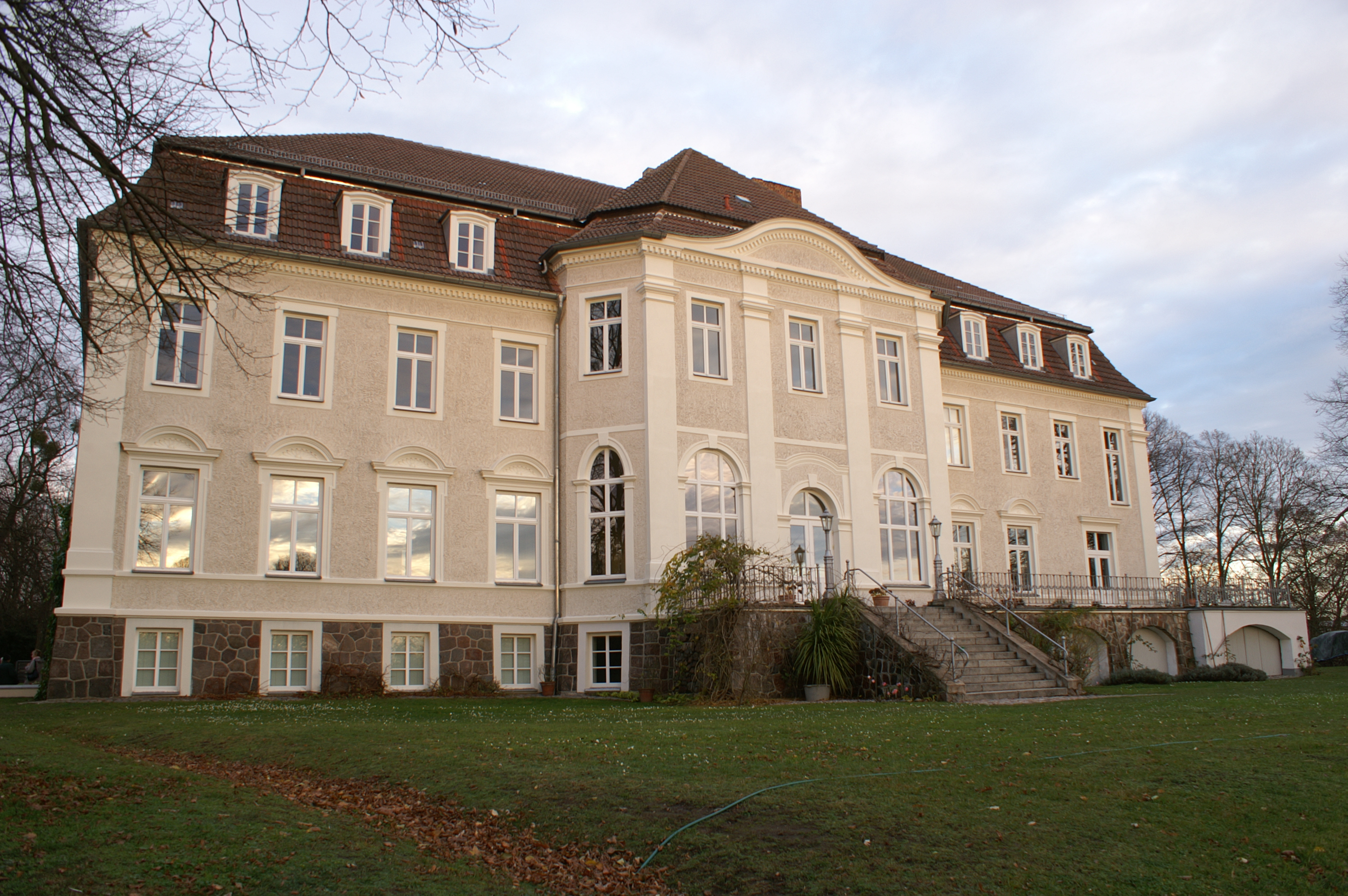
Herrenhaus Zinzow – Parkseite

### Boldekow
Boldekow wurde 1313 erstmals als Wendeschen Boldekow urkundlich erwähnt. Erst 1779 wurde der aktuelle Name verwandt. Der Dorfkern von Boldekow entstand aus der slawischen Ursiedlung im Zeitraum von 1739 bis 1752 an wenig veränderter Stelle.
Boldekow ist ein Straßendorf, das Gut hatte keine dominante Lage. Von der Funktion her war es aber trotzdem ein Guts- und Kirchdorf.
Während des Kriegs Preußens 1806 gegen die Armee Napoleon Bonapartes kapitulierte am 30. Oktober in Boldekow ein Teil der Preußischen Armee.
Vom Gut sind nur noch unwesentliche Reste vorhanden, selbst der Gutspark wurde bebaut.

### Borntin
Borntin wurde 1533 erstmals als Borrentyn urkundlich genannt. Erst seit 1932 wird der heute gebräuchliche Name verwandt. 1533 aber war das Dorf noch eine wüste Feldmark als es beurkundet wurde, es wurde erst später wieder aufgebaut.
Borntin liegt am Landgraben, der Grenze von Pommern zu Mecklenburg. Es ist in Form und Funktion ein Gutsdorf.
Am Landgraben befand sich eine zu Borntin gehörende Wassermühle. Mühlteich und Mühle sind aber bereits vor 1880 (Messtischblatt, MTB) verschwunden.
Am 1. Juli 1950 wurde Borntin eingemeindet.

### Glien
Glien wurde 1236 erstmals als Gline urkundlich genannt. Erst 1698 wurde der aktuelle Name verwendet. Der slawische Name bedeutet Glina = Lehm.
Glien bestand laut MTB 1880 aus zwei Teilen, dem Angerdorf und dem ostwärts gelegenen Rittergut.

### Gliener Siedlung
Gliener Siedlung wurde in den Messtischblätter 1880 und 1920 als Gliener Mühle eingezeichnet, weil dort eine Windmühle stand. Erst 1998 wurde der Name Gliener Siedlung in den Gemeindeverzeichnissen aufgeführt, weil dort inzwischen Höfe der Neubauern entstanden waren.

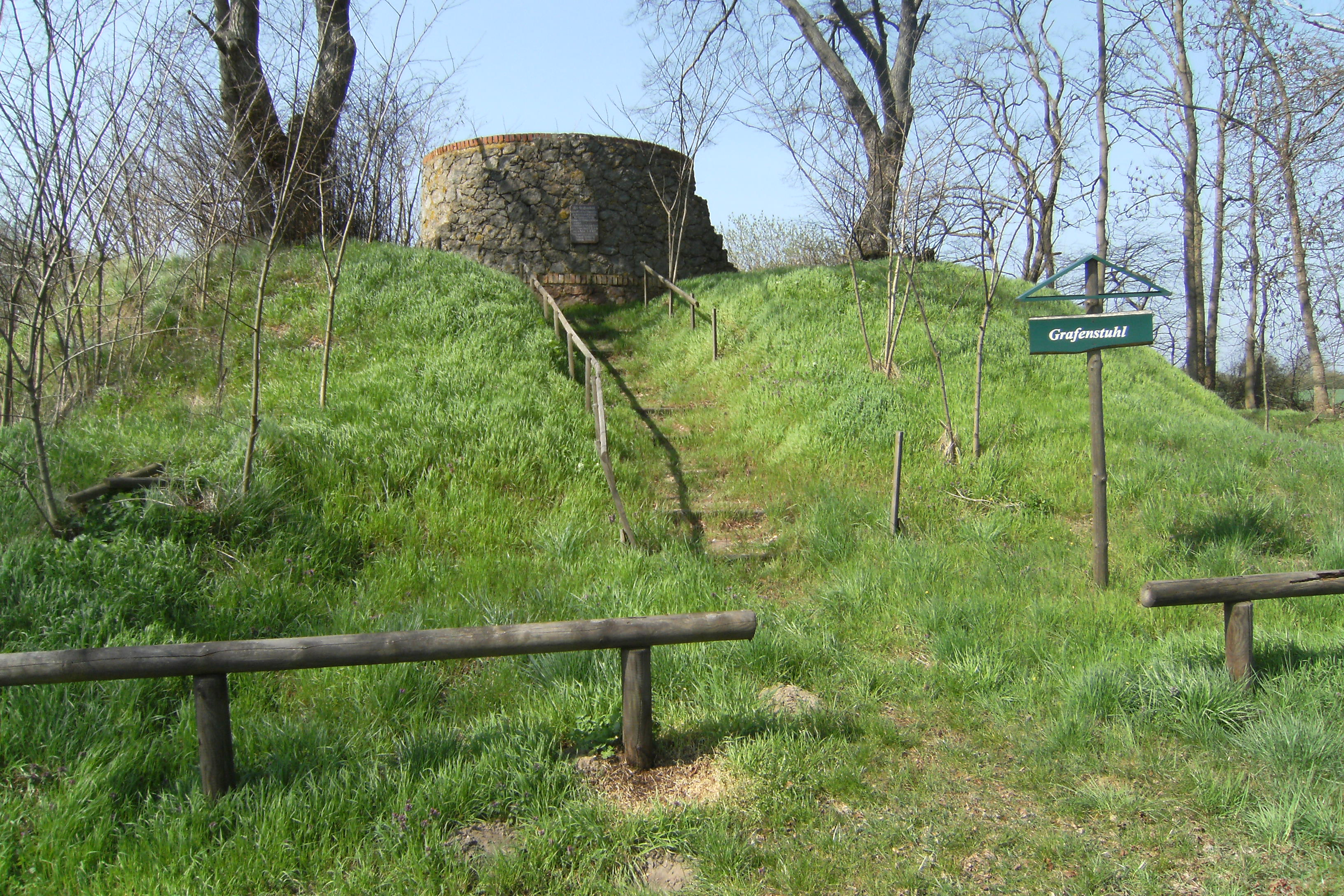
Der Grafenstuhl am Kavelpaß

### Kavelpaß
Kavelpaß wurde 1308 als Koghele erstmals urkundlich genannt. 1809 wurde eine interessante Namensvariante geführt – Die Kabel Pass, das belegt die Namensdeutung von Berghaus, der den Namen damit erklärt, dass die Zollgerechtigkeit verlost, das heißt „Kabelvertheilt“ wurde. 1865 erfolgte dann die Schreibweise Kavelpaß, wobei auch später noch Schreibungen mit „C“ auftreten.
Kavelpaß war eine kleine Kolonistenansiedlung längs der Straße nach Friedland. Hier befand sich eine Grenzzollstation zwischen dem preußischen Pommern und dem Großherzoglichen Mecklenburg.
Im Siebenjährigen Krieg fand im August 1760 bei Kavelpaß ein Gefecht zwischen schwedischen und preußischen Truppen statt. Dabei wurde der damals auf schwedischer Seite kämpfende Gebhard Leberecht von Blücher gefangen genommen. Der dort am Kavelpaß befindliche große Findling wurde ihm zu Ehren „Blücherstein“ genannt. Der hohe Punkt mit dem Stein wurde bei der daneben liegenden Kiesgrube zum Glück ausgespart.
Auf dem Standpunkt eines mittelalterlichen Turmhügels wurde 1833 mit dem Chausseebau von Kavelpaß nach Zinzow der sogenannte Grafenstuhl als Aussichtspunkt errichtet. Er wurde aus gehauenen Granit in runder Form mit einer Plattform gebaut. Graf von Schwerin auf Zinzow hatte dazu Land und Material zur Verfügung gestellt, deshalb „Grafenstuhl“.

### Putzar
Putzar wurde erstmals 1306 als Potzare urkundlich genannt. Die Bedeutung des Namens wird mit „Dorf der fürstlichen Hundewächter“ angegeben.
Am 1. Januar 2012 wurde die Gemeinde Putzar nach Boldekow eingemeindet.

### Rubenow
Rubenow wurde erstmals 1285 urkundlich als „Rubekow“ erwähnt. Der slawische Name wird als „Ort am Wasser“ gedeutet.

### Zinzow
Zinzow wurde erstmals als „Zinsow“ 1618 in der Lubinschen Karte aufgezeichnet. Der slawische Name wird mit „Heubach“ oder „Wiesenbach“ gedeutet.
Am 1. Januar 1999 wurde das bis dahin selbstständige Zinzow nach Boldekow eingemeindet.

### Bornmühl (Wüstung)
Bornmühl war eine Ansiedlung am jetzigen Peene-Südkanal. 1747 wurde dort eine Born- oder Kunstmühle als Wasser- und Windmühle angelegt. Born bedeutet ja Brunnen oder Quelle, diese befand sich in der Umgebung. Nach ihr wurde der Ort benannt. Später wurde auch ein Rittergut angelegt, das dann aber in ein Vorwerk zu Boldekow gewandelt wurde. 1822 wurde erstmals der Ortsname Bornmühl aufgezeichnet. Wegen Tonvorkommen wurde nordöstlich vom Ort noch eine Ziegelei aufgebaut. Alle diese Betriebe wurden noch vor 1865 eingestellt und beseitigt. Im Messtischblatt von 1880 und auch 1920 sind noch Ruinen verzeichnet.

### Jägersruh (Wohnplatz)
Jägersruh wurde erstmals 1851 urkundlich erwähnt. Es ist ein Forsthaus ca. 3 km nordwestlich von Boldekow im Waldgebiet und wird heute zu diesem Ort gezählt. Es ist in den aktuellen Karten als eigenständige Ansiedlung verzeichnet.

### Musenbeke (Wüstung)
1324 wurde der Ort Musenbeke erstmals urkundlich erwähnt. Der Ort lag zwischen Kavelpaß und Zinzow und war bereits 1533 wüst. Der Name ist nur noch als Flurname erhalten.

### Neu Putzar (Wohnplatz)
Neu Putzar wird in der Topografischen Karte von 1998 erstmals verzeichnet.

### Entwicklung der Einwohnerzahl
- 1817: 203[9]
- 1865: 136[2]
- 2010: 534

## Politik

### Gemeindevertretung und Bürgermeister
Der Gemeinderat besteht (inkl. Bürgermeister) aus 8 Mitgliedern. Die Wahl zum Gemeinderat am 26. Mai 2019 hatte folgende Ergebnisse:
| Partei/Bewerber          | Prozent | Sitze |
| ------------------------ | ------- | ----- |
| CDU                      | 75,95   | 6     |
| Einzelbewerber Vielhaber | 12,66   | 1     |
| Einzelbewerber Rösler    | 6,42    | 1     |

Bürgermeister der Gemeinde ist Holger Vogel (CDU), er wurde mit 78,48 % der Stimmen gewählt.

### Wappen, Flagge, Dienstsiegel
Die Gemeinde verfügt über kein amtlich genehmigtes Hoheitszeichen, weder Wappen noch Flagge. Als Dienstsiegel wird das kleine Landessiegel mit dem Wappenbild des Landesteils Vorpommern geführt. Es zeigt einen aufgerichteten Greifen mit aufgeworfenem Schweif und der Umschrift „GEMEINDE BOLDEKOW * LANDKREIS VORPOMMERN-GREIFSWALD“.

## Sehenswürdigkeiten
→ Siehe auch Liste der Baudenkmale in Boldekow
- Kirche Boldekow: Gotische Saalkirche aus Feldstein vom 13./15. Jahrhundert.
- Kirche Putzar: Saalkirche von 1560 aus der Renaissance mit Dachturm von 1705 aus Backstein.
- Ruine der Herrenhäuser in Putzar  mit Ulrichsbau von um 1550 aus Feldstein für Großhofmeister Ulrich von Schwerin und Joachimsbau von um 1580 für Sohn Joachim.
- Park um Schloss Putzar von ab 1840 bis um 1880 mit bemerkenswerten Einzelbäume; Sanierung seit ab um 2000.
- Schloss Zinzow: Neobarocker Putzbau von ab 1907 mit Mansarddach, Sockelgeschoss und beidseitigem Mittelrisalit
- 14 ha umfassender Landschaftspark um Schloss  Zinzow.
- Gutsbrennerei Zinzow  als sanierter Klinkerbau auf Feldsteinsockel.
- Blücherstein bei Kavelpaß, Findling mit elf Metern Umfang.
- Turmhügel Grafenstuhl in Kavelpaß.
- Landgraben; Tal mit Übergang Kavelpaß.
- Hügelgräberfeld Zinzow

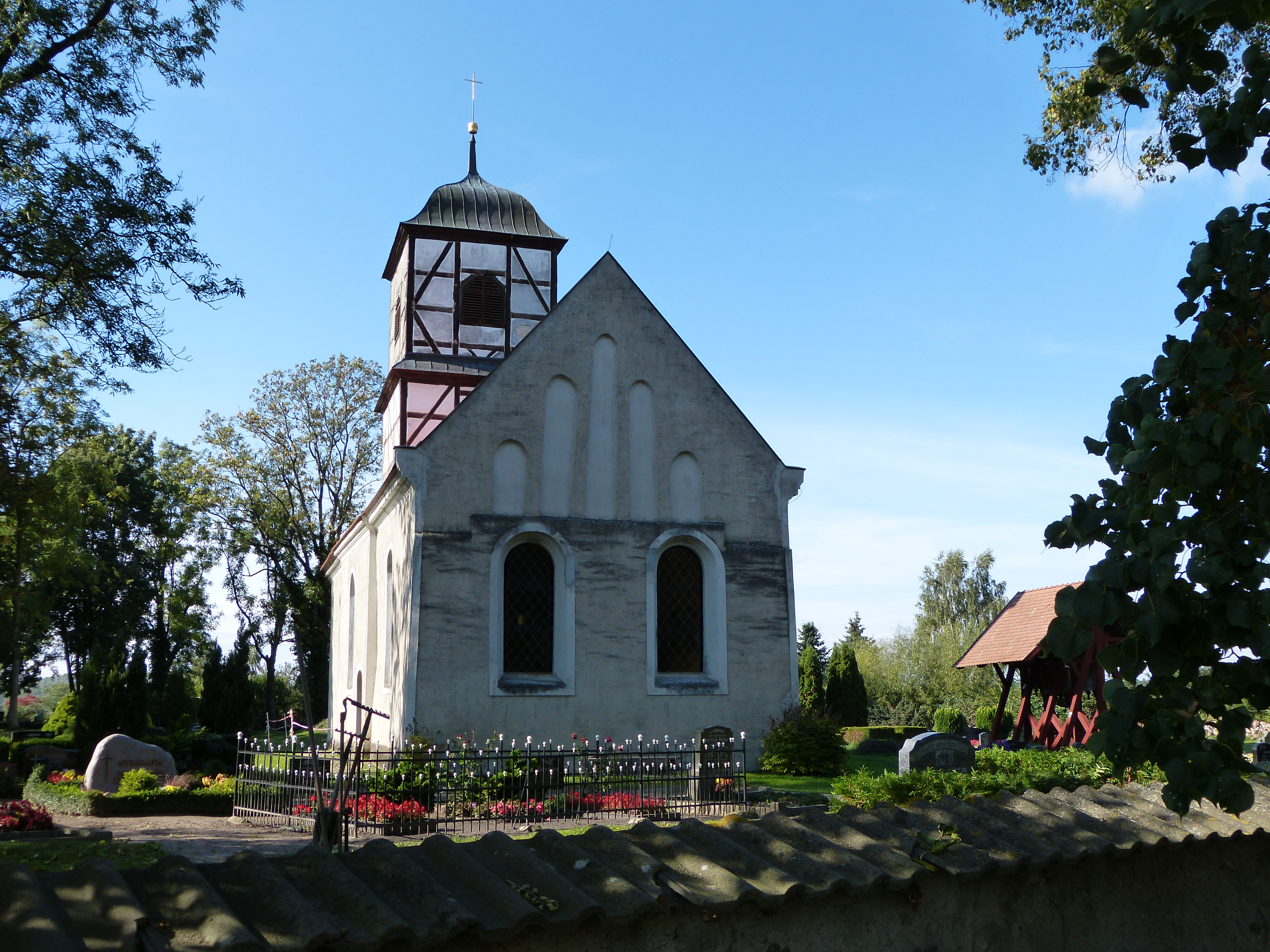
Kirche Boldekow
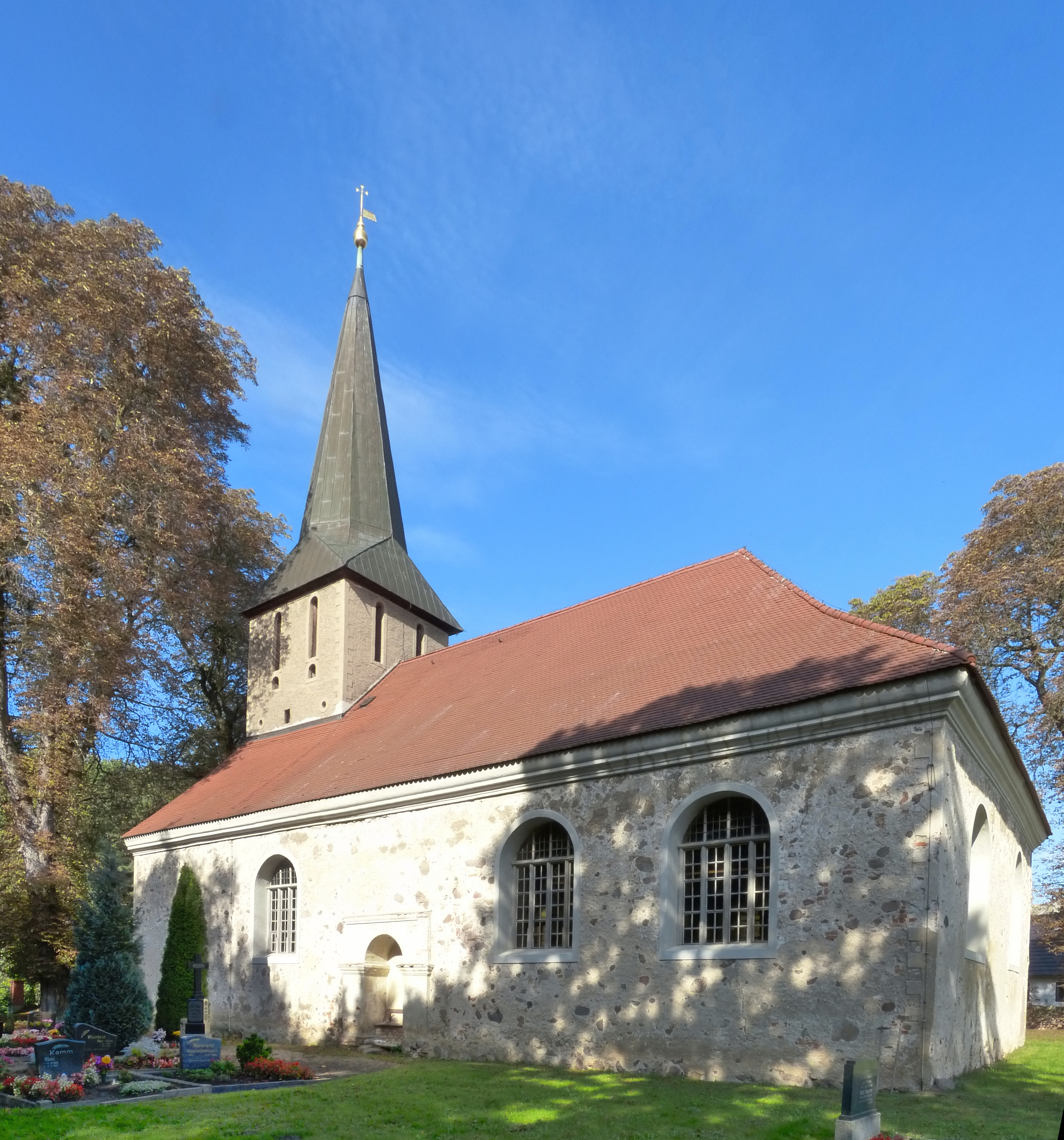
Kirche Putzar
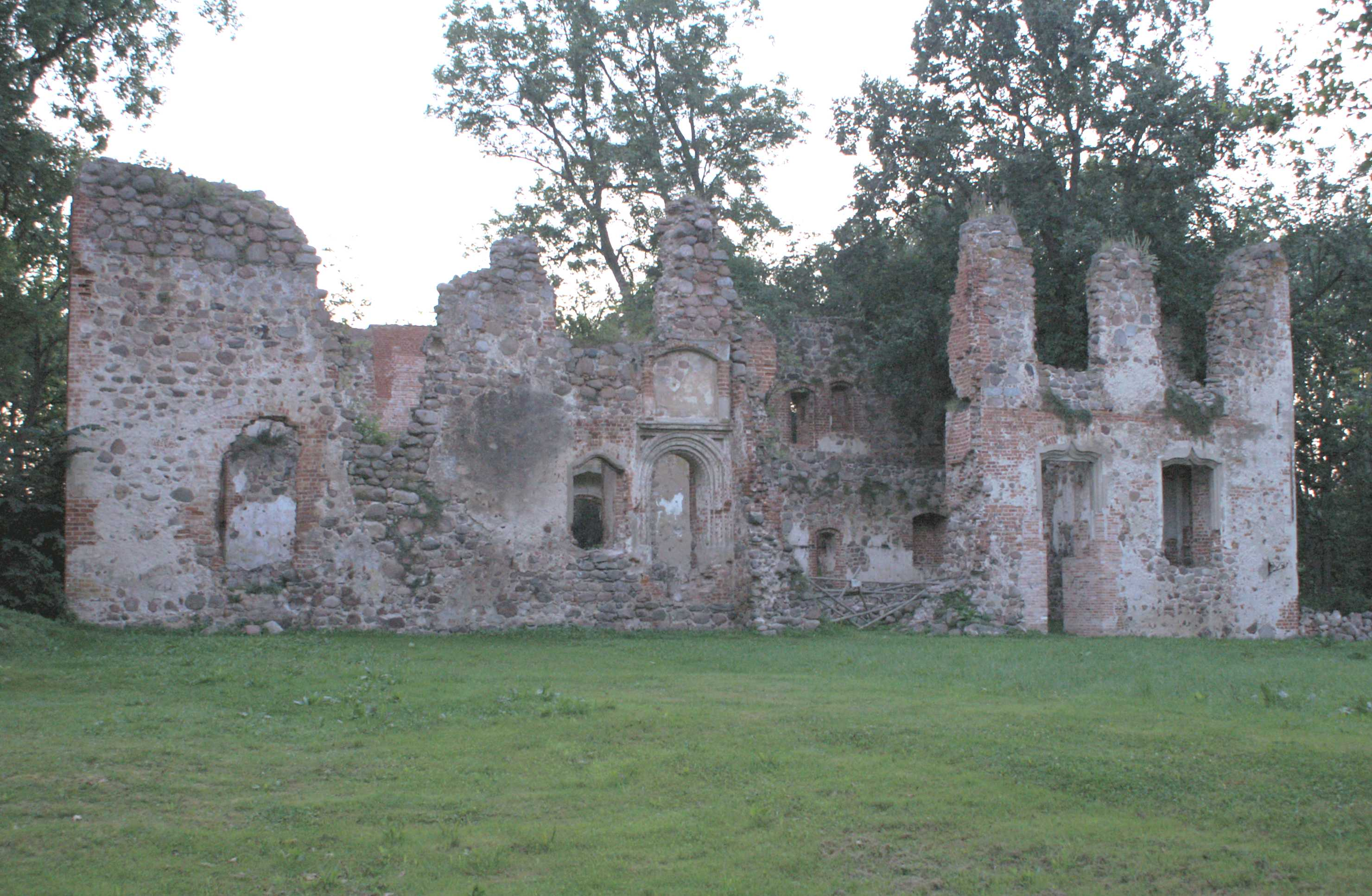
Schlossruinen Putzar
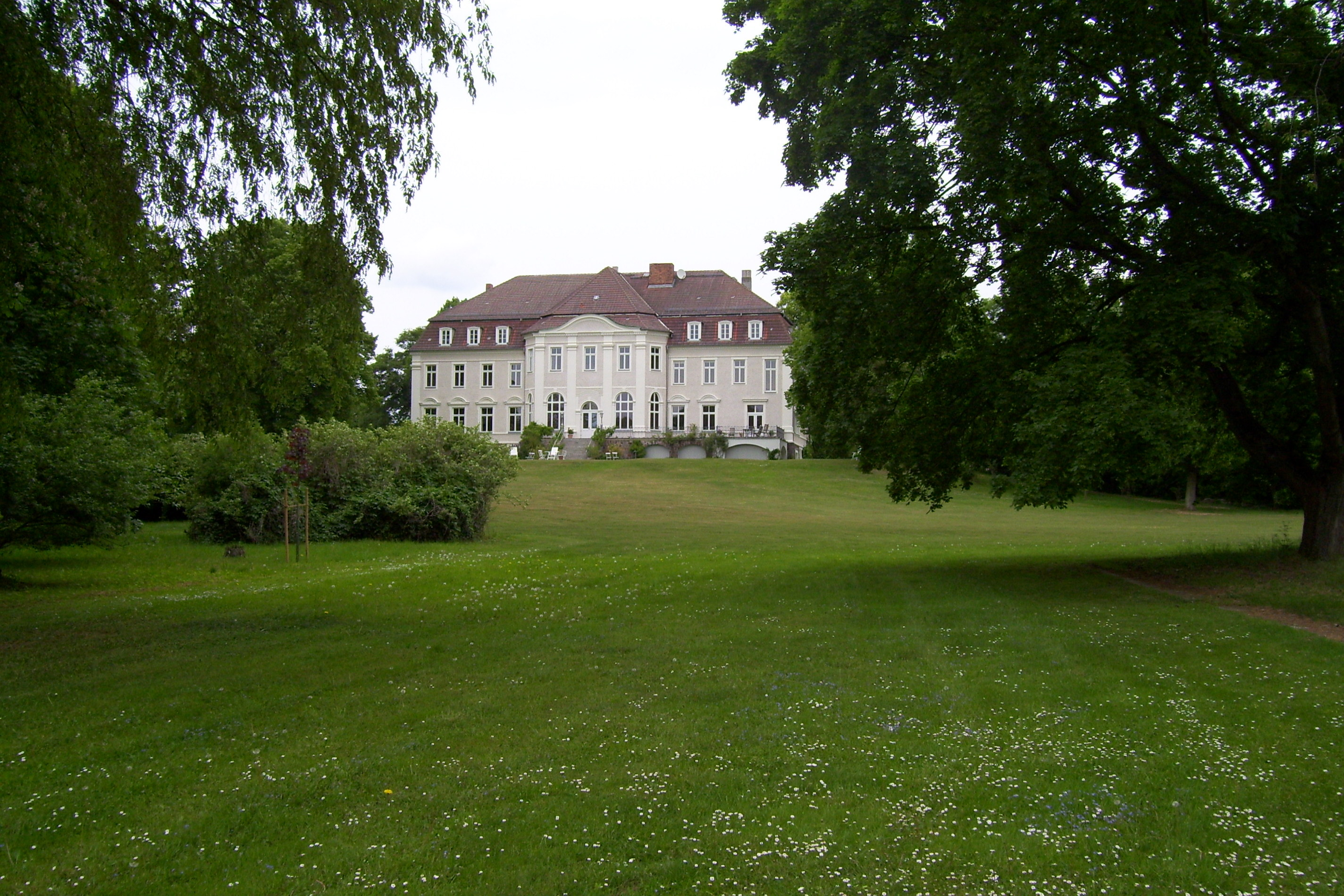
Schloss und Park Zinzow
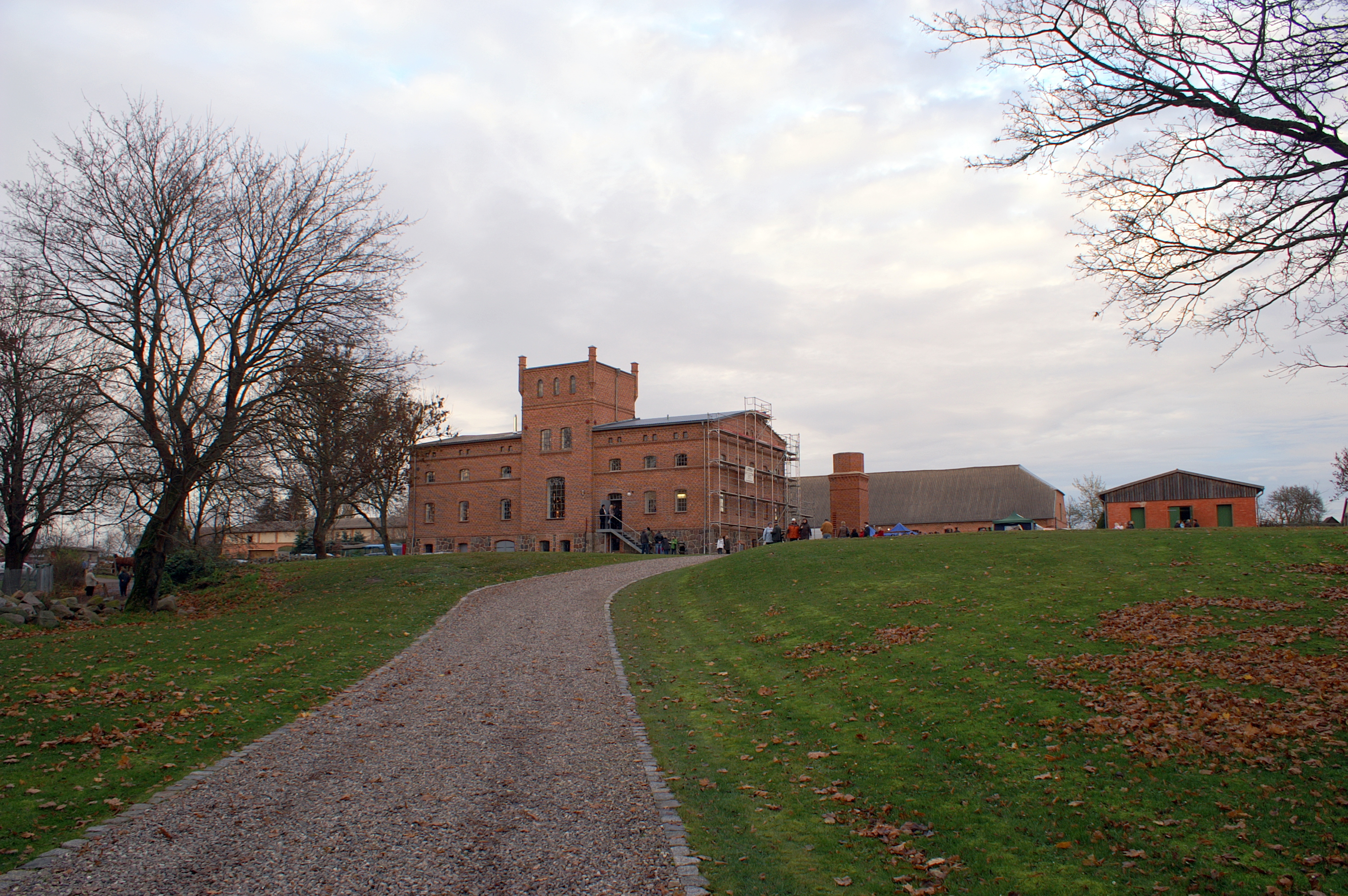
Gutsbrennerei in Zinzow
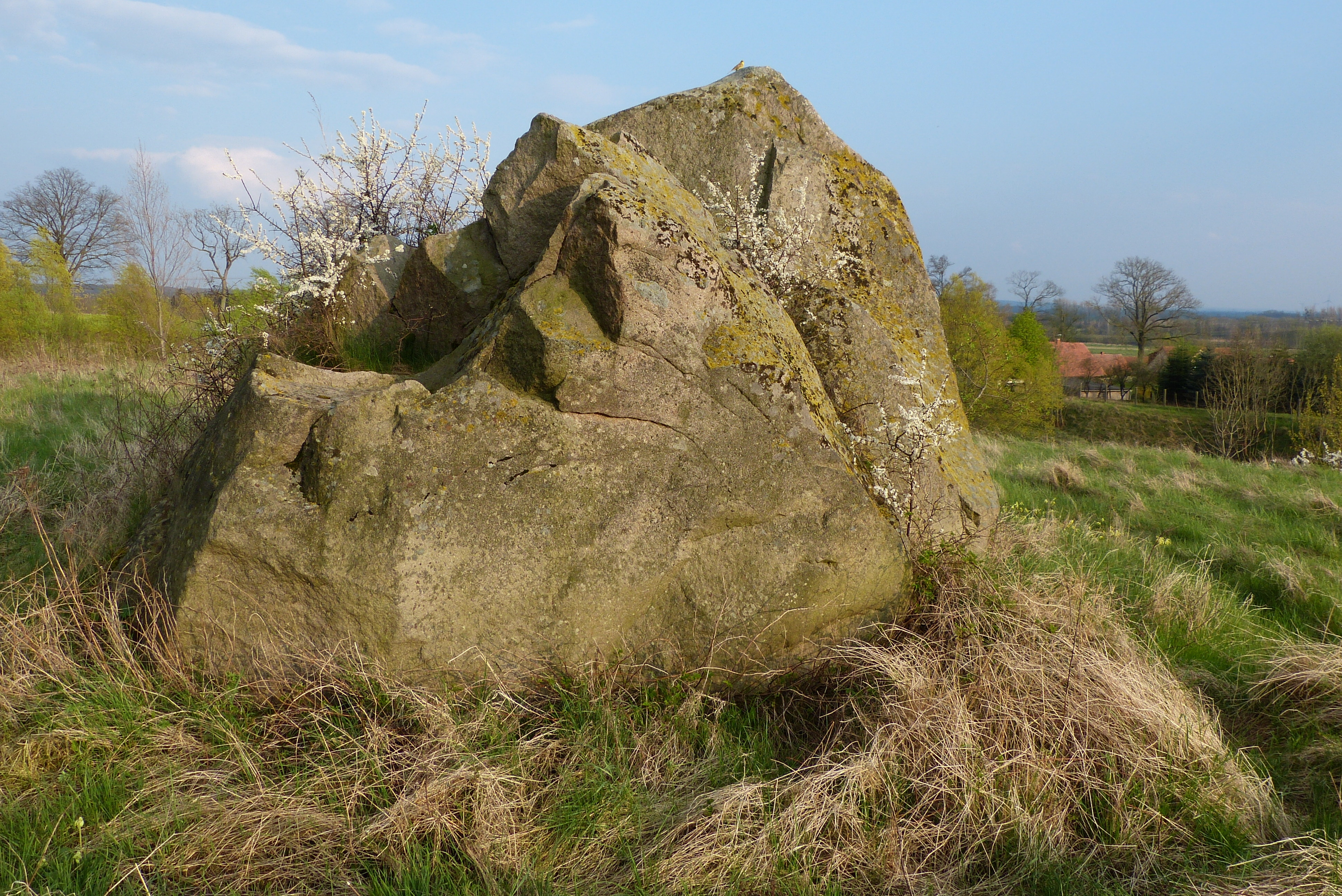
Blücherstein am Kavelpaß

## Söhne und Töchter der Ortschaft
- Maximilian Heinrich Karl Graf von Schwerin-Putzar (1804–1872), Parlamentarier und Rittergutsbesitzer
- Kurt Sprengel (1766–1833), Botaniker und Mediziner